# 鯰江貞景
鯰江貞景（?—?），日本戰國時代的武將。六角氏家臣。

## 生平
生年不詳。愛知郡鯰江城城主。永祿11年（1568年），在六角義賢、義治父子的居城觀音寺城受織田信長侵攻（觀音寺城之戰）並逃走後，與兒子定春一同將其迎入自身的鯰江城，並死守城池，受六角家舊臣和湖東三山之一的百濟寺等支援，抵抗信長。信長進入百濟寺後，命令柴田勝家、佐久間信盛、丹羽長秀、蒲生賢秀等人在鯰江城的周圍築起井元城、中戶城等城砦，以包圍鯰江城，不過沒能攻陷城池。天正元年（1573年）9月4日，柴田勝家受信長之命，再度侵攻，義賢放棄鯰江城並逃亡，鯰江城被攻陷。卒年不詳。

## 子孫
兒子定春在後來仕於豐臣秀吉，被賜予大坂所領，該地被稱為「鯰江」。現今大阪市城東區有鯰江城跡案內板。

## 外部連結
- 武家家伝＿毛利(森)氏 （页面存档备份，存于）